# UNAMET
De United Nations Mission in East Timor (UNAMET), of VN-missie in Oost-Timor in het Nederlands, behelsde vredesoperaties in het van Portugal onafhankelijk geworden Oost-Timor van 11 juni 1999 tot 25 oktober 1999. Nederlandse deelnemers kwamen in aanmerking voor de Herinneringsmedaille VN-Vredesoperaties. De secretaris-generaal van de Verenigde Naties kende de deelnemende militairen en politieagenten de UNAMET Medaille toe. Op UNAMET volgde UNTAET, de United Nations Transitional Administration in East Timor.
Er werden militairen en agenten uit Argentinië, Australië, Oostenrijk, Bangladesh, Bolivia, Bosnië en Herzegovina, Brazilië, Canada, Kaapverdië, Chili, China, Denemarken, Egypte, Fiji, Frankrijk, Gambia, Ghana, Ierland, Jordanië, Kenia, Zuid-Korea, Maleisië, Mozambique, Namibië, Nepal, Nieuw-Zeeland, Niger, Nigeria, Noorwegen, Pakistan, Peru, Filipijnen, Portugal, de Russische Federatie, Samoa, Senegal, Singapore, Slovenië, Spanje, Sri Lanka, Zweden, Thailand, Turkije, Oekraïne, Verenigd Koninkrijk, Verenigde Staten van Amerika, Uruguay, Vanuatu, Zambia en Zimbabwe naar Timor gestuurd.